# シャーロット郡 (バージニア州)
シャーロット郡（英: Charlotte County）は、アメリカ合衆国バージニア州の中央部南に位置する郡である。2010年国勢調査での人口は12,586人であり、2000年の12,472人から0.9%増加した。郡庁所在地はシャーロットコートハウス町（人口543人）であり、同郡で人口最大の都市はキーズビル町（人口832人）である。
シャーロット郡は1764年にルーネンバーグ郡から分離して設立され、郡名はイギリス王ジョージ3世の妻シャーロット・オブ・メクレンバーグ＝ストレリッツ王妃に因んで名付けられた。郡出身の著名人として、ロアノークのジョン・ランドルフとパトリック・ヘンリーがいる。1939年に建設されたランドルフ・ヘンリー高校はこの2人に因む命名であり、ディビッド・K・E・ブルース大使が名付けた。ブルース大使はシャーロット郡に対して好意的であり、シャーロットコートハウスの町にある多くの歴史的建造物を建設することになった。
シャーロット郡は半ドライ郡であり、レストランでは飲料として蒸留酒を提供できないが、食料品店やコンビニエンスストアでビールとワインの販売が認められている。郡域の大半が田園部であり、交通信号が無いことでは州内で数少ない郡の1つである。このような郡は他にバス郡とマシューズ郡があるのみである。

## 地理
アメリカ合衆国国勢調査局に拠れば、郡域全面積は477平方マイル (1,235.4 km2)であり、このうち陸地475平方マイル (1,230.2 km2)、水域は2平方マイル (5.2 km2)で水域率は0.51%である。

### 主要高規格道路
- アメリカ国道15号線
- アメリカ国道360号線
- バージニア州道40号線
- バージニア州道47号線
- バージニア州道59号線
- バージニア州道92号線

### 隣接する郡
- プリンスエドワード郡 - 北
- ルーネンバーグ郡 - 東
- メクレンバーグ郡 - 南東
- ハリファックス郡 - 南西
- キャンベル郡 - 西
- アポマトックス郡 - 北西

## 人口動態
以下は2000年国勢調査による人口統計データである。
| 基礎データ - 人口: 12,472人 - 世帯数: 4,951 世帯 - 家族数: 3,435 家族 - 人口密度: 10人/km2（26人/mi2） - 住居数: 5,734軒 - 住居密度: 5軒/km2（12軒/mi2） 人種別人口構成 - 白人: 65.51% - アフリカン・アメリカン: 32.89% - ネイティブ・アメリカン: 0.14% - アジア人: 0.16% - その他の人種: 0.70% - 混血: 0.59% - ヒスパニック・ラテン系: 1.65% 年齢別人口構成 - 18歳未満: 24.3% - 18-24歳: 7.2% - 25-44歳: 26.2% - 45-64歳: 24.8% - 65歳以上: 17.5% - 年齢の中央値: 40歳 - 性比（女性100人あたり男性の人口） - 総人口: 92.0 - 18歳以上: 90.7 | 世帯と家族（対世帯数） - 18歳未満の子供がいる: 28.1% - 結婚・同居している夫婦: 52.5% - 未婚・離婚・死別女性が世帯主: 13.0% - 非家族世帯: 30.6% - 単身世帯: 27.4% - 65歳以上の老人1人暮らし: 13.3% - 平均構成人数 - 世帯: 2.47人 - 家族: 3.00人 収入と家計 - 収入の中央値 - 世帯: 28,929米ドル - 家族: 34,830米ドル - 性別 - 男性: 26,918米ドル - 女性: 20,307米ドル - 人口1人あたり収入: 14,717米ドル - 貧困線以下 - 対人口: 18.1% - 対家族数: 12.7% - 18歳未満: 22.1% - 65歳以上: 20.8% |

## 町
- シャーロットコートハウス - 郡庁所在地
- ドレイクスブランチ
- キーズビル
- マディソンビル
- フェニックス

### 未編入の町
- アビリーン
- ハリスバーグ
- ランドルフ
- レッドハウス
- レン

## 郡政府

### 郡政委員会
郡政委員会が郡の立法府である。管理、予算、財務、経済開発、健康、企画、公衆安全、児童養育、レクリエーション、衛生、廃棄物除去に関する政策を検討し、採用する。学校、社会サービス、警察、裁判所運営など全ての機能に予算を配分する。委員会は毎月第3火曜日午後7時に、シャーロットコートハウス町ルグランド・アベニュー250にある郡管理ビルの委員会室で開催されている。

### 保安官
保安官は、犯罪捜査、出動要請、裁判所安全保障、民事手続き、シャーロット郡監獄の運営を監督する。

### 裁判所事務官
シャーロット郡巡回裁判所事務官は巡回法廷の記録を管理する。さらに郡の一般記録の管理者となり、土地譲渡、権利付与、抵当権設定、出産、死亡、遺言、離婚などに関する記録を扱い、そのデータは1765年からのものがある。

### 郡管理官
郡管理官は郡政府の全ての部門について管理、人事、監督を行い、予算立案、資金管理、購買、資産管理、法遵守、規制と条例、独立機関や町との調整、委員会への出席など、郡政府がその事業を実行するために委員会と法によって課される全ての任務を遂行する。